# Wanderer W 25 K

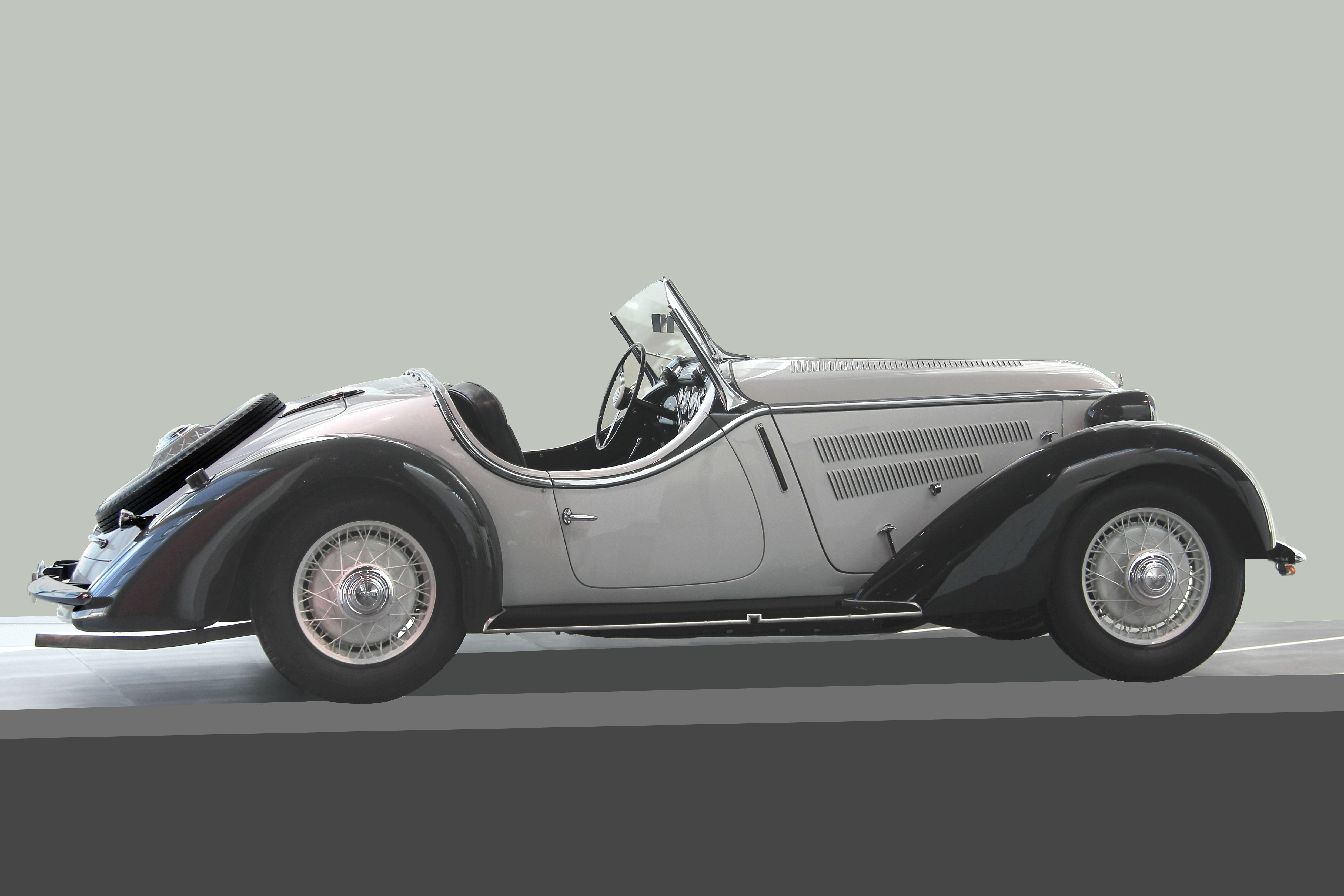
Wanderer W 25 K Roadster

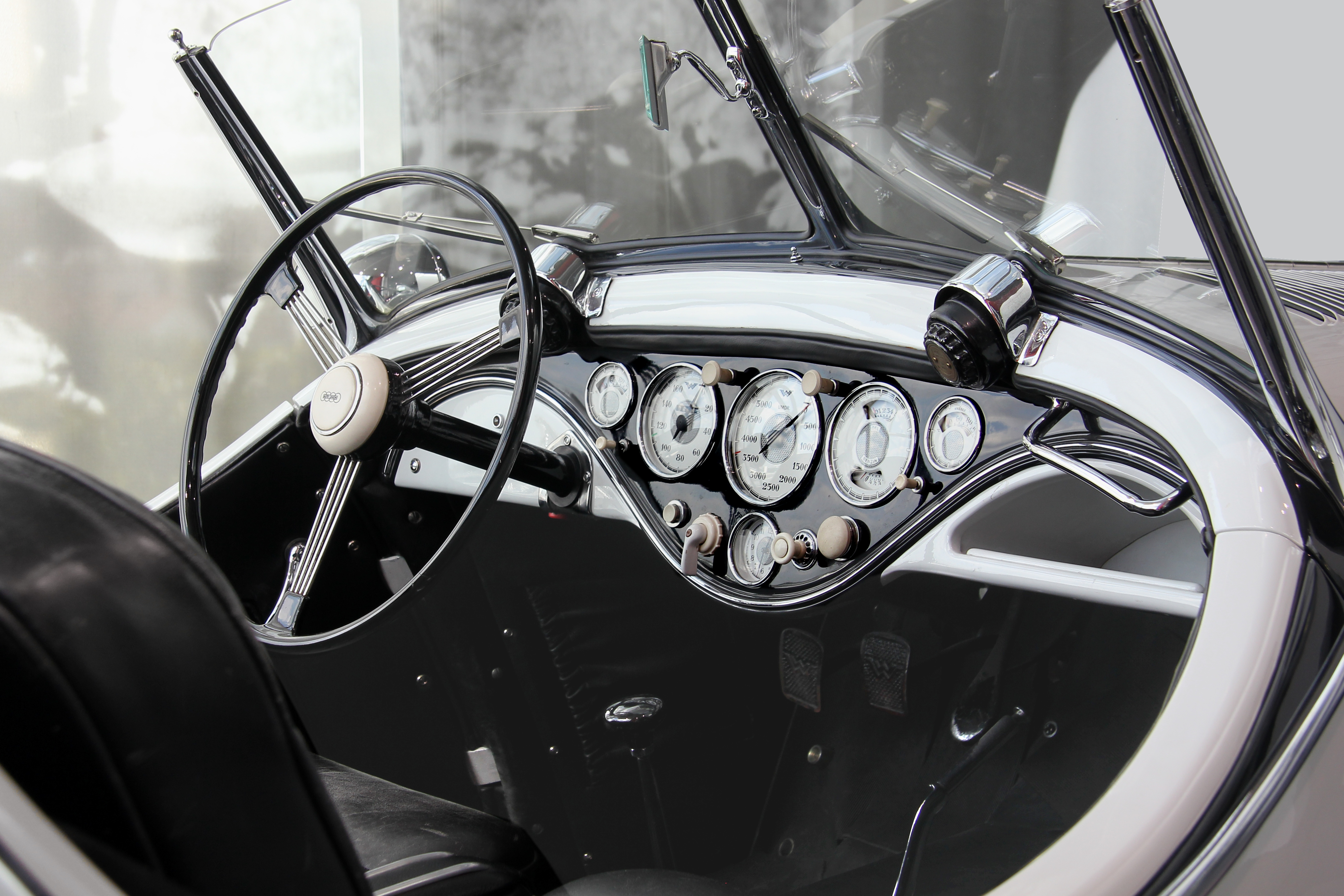
Cockpit des W 25 K

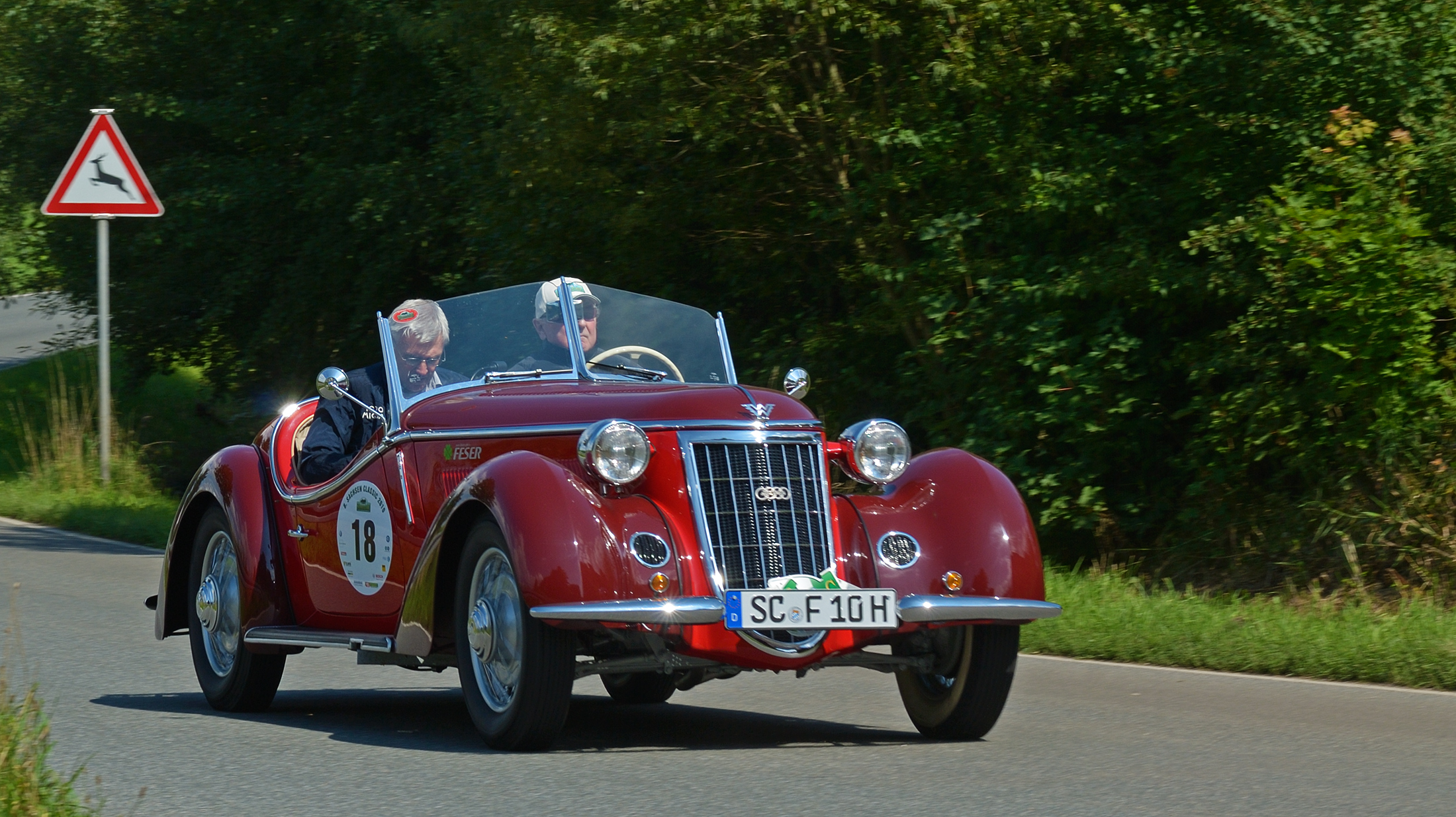
Wanderer W 25 Roadster (1937)

Der Wanderer W 25 K ist ein Sportwagen mit Sechszylindermotor und Hinterradantrieb der Marke Wanderer, den die Auto Union AG 1936 als Konkurrenzmodell zum BMW 328 herausbrachte.

## Modellgeschichte und Technik
Der von Ferdinand Porsche bereits 1931 für den Wanderer W 20 konstruierte obengesteuerte Reihenmotor mit rund 2 Litern Hubraum wurde im Wanderer W 25 K mit einem Roots-Kompressor aufgeladen und leistet 85 PS (62,5 kW) bei 5000/min. Das Vierganggetriebe wird über einen Schalthebel in der Wagenmitte betätigt. Die Wagen mit Kastenrahmen haben hinten die von den DKW-Modellen übernommene Schwebeachse mit Querblattfeder und waren als elegante zweisitzige Sportcabriolets oder Roadster verfügbar.
Der Kompressormotor war nicht sonderlich zuverlässig und hatte bei geringer Drehzahl kein hohes Drehmoment. Das führte dazu, dass viele Wagen später auf Sechszylinder-Saugmotoren von Wanderer oder Opel umgerüstet wurden.
Bis 1938 entstanden 258 Fahrzeuge. (a) Die letzten 37 Wagen wurden ohne Kompressor mit einer Motorleistung von 40 PS (29,5 kW) als Wanderer W 25 verkauft.

## Technische Daten
|                       | W 25 K                            | W 25                              |
| --------------------- | --------------------------------- | --------------------------------- |
| Bauzeitraum           | 1936–1937                         | 1938                              |
| Aufbauten             | Cb2, R2                           | Cb2, R2                           |
| Motor                 | 6-Zylinder-Viertaktmotor in Reihe | 6-Zylinder-Viertaktmotor in Reihe |
| Motoraufladung        | Roots-Kompressor                  | –                                 |
| Ventilsteuerung       | obengesteuert (OHV)               | obengesteuert (OHV)               |
| Bohrung × Hub         | 70 mm × 85 mm                     | 70 mm × 85 mm                     |
| Hubraum               | 1963 cm³                          | 1963 cm³                          |
| Nennleistung          | 85 PS (62,5 kW) bei 5000/min      | 40 PS (29,4 kW)                   |
| Verbrauch             | 20 l/100 km                       | 13 l/100 km                       |
| Höchstgeschwindigkeit | 145 km/h                          | 100 km/h                          |
| Leergewicht           | 1000–1070 kg                      | 1000–1070 kg                      |
| zul. Gesamtgewicht    | 1250–1310 kg                      | 1250–1310 kg                      |
| Elektrik              | 12 Volt                           | 12 Volt                           |
| Länge                 | 4220 mm                           | 4220 mm                           |
| Breite                | 1680 mm                           | 1680 mm                           |
| Höhe                  | 1400–1550 mm                      | 1400–1550 mm                      |
| Radstand              | 2650 mm                           | 2650 mm                           |
| Spur vorn/hinten      | 1325 mm/1330 mm                   | 1325 mm/1330 mm                   |
| Wendekreis            | 12,4 m                            | 12,4 m                            |

- Cb2 = 2-türiges Cabriolet
- R2 = 2-türiger Roadster